# Бабосов, Евгений Михайлович
Евге́ний Миха́йлович Бабо́сов (род. 23 февраля 1931, Рязань, СССР) — советский и белорусский философ, культуролог и социолог. Доктор философских наук, профессор. Академик Национальной академии наук Беларуси. Основатель Республиканской партии труда и справедливости.

## Биография
В 1955 году окончил философское отделение Белорусский государственный университет.
С 1959 года преподаёт философию в Белорусском государственном университете и Белорусском государственном медицинском университете.
В 1960—1962 годах — учёный секретарь Института философии и права АН БССР.
В 1961 году защитил диссертацию на соискание учёной степени кандидата философских наук по теме «Роль анализа и синтеза в научном познании».
С 1962 по 1977 год — заместитель заведующего отделом Центрального комитета Коммунистической партии БССР.
В 1971 году защитил диссертацию на соискание учёной степени доктора философских наук по теме «Модернизация философско-теологической доктрины католицизма под воздействием научно-технической революции».
С 1973 года — профессор кафедры философии Института повышения квалификации преподавателей общественных наук при БГУ.
С 1977 по 1989 г. — директор Института философии и права АН БССР, в 1990—1998 гг. — директор, с 1998 г. заведующий отделом Института социологии НАН Беларуси, с 2003 г. руководитель Центра социологии управления, права и политики этого института. С 2008 г. руководитель центра изучения социально-инновационного развития и является заведующим сектора социологии политики и государственного управления.

## Научная деятельность
Научные труды посвящены философско-методологическим проблемам научного познания, гносеологическим механизмам научных революций, особенностям взаимодействия научно-технического и социального прогресса. Разработал новые концептуальные подходы к исследованиям социальных аспектов научно-технической революции, духовного мира человека в единстве с социально-экономическими условиями. Исследовал методологические проблемы функционирования духовной культуры в жизни современного общества, её структуры и функции, особенности развития её компонентов (науки, мировоззрения, политической, моральной, художественной культуры), их место и роль в развитии общества, социально-психологические механизмы их влияния на формирование и жизнедеятельность личности. Разрабатывает теоретико-методологические проблемы социологии личности, науки, социальной стратификации, управления, экстремальных ситуаций, конфликтологии, кризисов и катастроф, особенностей переходного периода. Исследует основные тенденции социально-стратификационного и социально-политического развития Беларуси в конце XX — начале XXI вв. Государственная премия БССР 1984 г. за цикл работ по истории философии и общественной мысли Беларуси.
Его учебник «Общая социология» издавался 3 раза (последний раз — в 2006 году), монографии «Основы идеологии белорусского государства» — 3 раза (последнее издание, переработанное и дополненное — в 2007 г., 22,2 п.л.), «Социология управления» — 6 раз (последнее издание, переработанное и дополненное — в 2007 г., 15,2 п.л.), Им также опубликованы «Конфликтология» 3 раза (последнее издание, переработанное и дополненное (2009, 22, 5.п.л.), «Социология: энциклопедический словарь URSS» (М, 2008, 30 п.л.), «Идеология белорусского государства: теоретические и практические аспекты» (2008, 24,7 п.л.), «Социальное управление» (2008, 22,7п.л.), «Социология] науки» (2009, 224 с.)ич
Бабосов Евгений Михайлович ведет также активную педагогическую деятельность, читая курсы социологии, культурологии, религиоведения в вузах республики. Им подготовлено более 60 кандидатов и более 18 докторов философских и социологических наук. Он является заместителем председателя правления Белорусского республиканского общества «Знание», членом редколлегий ряда научных журналов, издающихся в Москве, Минске, Кракове, Варшаве, Гродно.
Опубликовал свыше 800 научных работ.

## Награды
- орден «Знак Почёта» (1967)
- Государственная премия БССР (1984) — за цикл работ по истории философии и общественной мысли Беларуси
- Премия Академии наук Беларуси за высокие достижения в научной деятельности
- Премия Министерства образования Беларуси за лучший учебник
- Заслуженный деятель науки Республики Беларусь (1996)
- Международная премия имени П. А. Сорокина (2005)
- Орден М. В. Ломоносова (2007)

## Научные труды

### Диссертации
- Бабосов Е. М. Роль анализа и синтеза в научном познании: Автореферат диссертации. — Мн., 1961.
- Бабосов Е. М. Модернизация философско-теологической доктрины католицизма под воздействием научно-технической революции: Автореферат диссертации. — Мн., 1971.

### Монографии
- Диалектика анализа и синтеза в научном познании. — Мн.: Изд-во АН БССР, 1963.
- Современный католицизм и наука. — Мн., 1964.
- Тейярдизм: попытка синтеза науки и христианства. — Мн., 1970.
- Научно-техническая революция и модернизация католицизма. — Мн., 1971.
- Научно-технический прогресс и религия. — Мн., 1973.
- Научно-техническая революция, коммунизм, человек. — Мн., 1973.
- Основы марксистско-ленинской этики. — Мн., 1974 (под ред. с С. Д. Лаптёнком).
- В. И. Ленин о сущности и роли коммунистической морали в жизни общества. — Мн., 1974.
- Личность, коллектив, общество. — Мн., 1975.
- Социальные аспекты научно-технической революции. — Мн.: Изд-во БГУ, 1976.
- Образ жизни, рождённый Октябрем. — Мн., 1978.
- Социалистическая духовная культура и нравственное развитие личности. — Мн., 1979.
- Социалистический образ жизни и духовное богатство личности. — Мн., 1979.
- Социальное планирование и построение системы его показателей. — Мн., 1979.
- Философская наука Советской Белоруссии. — Мн., 1979 (в соавт. с Н. С. Купчиным, А. И. Савастюком).
- В. И. Ленин о воспитании нового человека как важнейшей задаче коммунистического строительства. — Мн., 1980.
- Роль культуры в формировании личности. Мн., 1980
  - 2-е изд. Политическая культура и её роль в формировании личности. — Мн., 1982.
- Научно-техническая революция и утверждение атеистического мировоззрения. — М., 1982 (Новое в жизни, науке, технике. Научный атеизм. Вып. 2).
- Духовный мир советского человека. — Мн., 1983.
- Рабочий класс — сердце и разум социализма. — Мн., 1983.
- Учение К. Маркса о человеке и реальный социализм. — Мн., 1983.
- Идеология в современном мире. — Мн., 1984.
- Нравственная культура личности. — Мн., 1985.
- Роль человеческого фактора в ускорении социально-экономического развития страны. — Мн., 1985.
- Философско-методологичесике проблемы взаимодействия наук. — Мн., 1985 (в соавт. с Т. И. Адуло, В. А. Героименко и др.).
- Программа КПСС — документ творческого марксизма-ленинизма. — Мн., 1986.
- Выпускник перед выбором пути: социально-нравственный облик. — Мн., 1988 (под ред. и в соавт. с С. А. Шавелем, С. В. Кузьминым).
- XXVII съезд КПСС о стратегии ускорения социально-экономического развития страны. — Мн., 1987.
- Истина и богословие: Критика богословских интерпретаций НТП. — Мн., 1988.
- Выбор молодёжью жизненного пути: опыт межрегионального социологического исследования. — Мн., 1988 (под ред. и в соавт. с Т. И. Адуло, Е. А. Борковской и др.).
- Научно-технический прогресс: взаимодействие факторов и тенденции развития. — Мн., 1989 (под ред.).
- Самодеятельные общественные движения. Их социально-политические ориентации и характер деятельности. — Мн., 1989.
- Социология конфликтов. — Мн., 1991.
- Человек на пороге рынка: социологические ожидания населения. Мн.: Навука і тэхніка, 1992.
- Социальная экология и экстремальные ситуации. — Мн., 1993.
- Социологический анализ последствий Чернобыльской катастрофы. — Мн., 1993.
- Влияние цивилизационно-культурной трансформации посттоталитарного общества на противоречивость национальной идентификации. Трансформация цивилизационно-культурного пространства бывшего СССР (тенденции и прогнозы). — Мн., 1994.
- Динамика религиозности в независимой Беларуси. — Мн., 1995.
- Катастрофы: социологический анализ. — Мн.: Навука і тэхніка, 1995.
- Отношение населения к возможности развития атомной энергетики в Республике Беларусь. — Мн., 1996 (под ред. и в соавт. с Ж. М. Грищенко, А. А. Михалевичем, Н. М. Грушой и др.).
- Чернобыльская трагедия в её социальных измерениях. — Мн.: Право и экономика, 1996.
- Трансформация социокультурной идентификации личности и нации в обществе переходного типа: исторический опыт и современные проблемы. — Мн., 1997.
- Теоретические и прикладные аспекты кризисной психологии: Сборник научных трудов. — Мн., 2001 (чл. авт. кол.).
- Беларусь на мяжы тысячагоддзяў. — Мн., 2000 (в соавт.).
- Динамика доходов и уровня жизни населения в постсоветском обществе. Задачи, противоречия, механизмы. — М., 2001.
- Социальные последствия Чернобыльской катастрофы, пути их преодоления. — Мн., 2001.
- Социально-стратификационная панорама современной Беларуси. — Мн., 2002; 2004.
- Проблемы городской консолидации. — Мн., 2003 (в соавт. с В. А. Бобковым, М. Я. Павловым и др.).
- Беларусь: история и современность. — Мн., 2004 (в соавт. с И. Е. Афнагель, В. И. Бовш и др.).
- Структурная трансформация образа жизни населения Беларуси в конце XX — начале XXI века. — Мн., 2005.
- Девиантное поведение среди молодёжи и меры противодействия. — Мн., 2005 (в соавт. с В. А. Бобковым, А. Н. Елсуковым и др.).
- Социальное эхо чернобыльской катастрофы: двадцать лет спустя. — Мн., 2005.
- Молодёжь города Минска: социальный портрет. — Мн., 2005 (в соавт. В. А. Бобковым, А. В. Рубановым и др.).
- Социология личности, социальной стратификации и управления. — Мн., 2006.
- Философия науки и культуры. — Мн., 2006.
- Социология: энциклопедический словарь. — М., 2008.
  - 2-е изд. — М.: URSS: Либроком, 2009.
- Социально-стратификационные факторы обеспечения устойчивого социально-экономического развития Республики Беларусь. — Мн., 2008.
- Социодинамика демографических процессов в современной Беларуси. — Гомель, 2008 (в соавт. с Д. Г. Лиином, С. Д. Предыбайло).
- Беларусь и Россия: социальная сфера и социокультурная динамика: Сборник научных трудов. — Мн., 2008 (чл. авт. кол.).
- Идеология белорусского государства: теоретические и практические аспекты. — Мн.: Амалфея, 2008; 2009.
- Карл Густав Юнг. — Мн., 2009.
- Социология науки. — Мн., 2009.
- Эрих Фромм. — Мн., 2009.
- Социологические очерки устойчивого развития Беларуси. — Минск: РИВШ, 2011.
- Современный социум: характер и направленность развития. — Минск: Четыре четверти, 2013. (в соавт. с Ч. С. Кирвелем и В. Н. Романовым).
- Человек в социальных системах. — Минск: «Беларуская навука», 2013.
- Модернизация социальных систем. — Минск: Беларуская навука, 2014.
- Фетхуллах Гюлен — турецкий мыслитель и проповедник всемирного масштаба. — Минск: Беларуская навука, 2014. — 203 с. — ISBN 978-985-08-1696-2.

### Учебные пособия
- Введение в конфликтологию. — Мн., 1996.
- Конфликтология. — Мн., 1997.
  - Конфликтология: Учебное пособие для студентов вузов. — Мн.: НТООО "ТетраСистемс", 2000; 2001; 2009.
- Основы конфликтологии: Учебное пособие для вузов. — Мн., 1997.
- Прикладная социология: Учебное пособие для студентов вузов. — Мн., 1999; 2000; 2001.
- Социология: Учебное пособие для студентов вузов. — Мн., 1998; 2000; 2001; 2003; 2004 (чл. авт. кол.).
- Социология. Часть первая. Общая социологическая теория: Учебное пособие для вузов. — Мн., 1998.
- Социальное управление: Учебное пособие для студентов вузов. — Мн., 2000; 2001; 2002; 2004; 2006: 2008.
- Социология: Учебное пособие для студентов вузов. — Мн., 2001 (в соавт. с Е. П. Сапёлкиным).
- Общая социология: Учебное пособие для студентов вузов. — Мн.: НТООО "ТетраСистемс", 2002; 2004; 2006.
- Политология: Учебное пособие для студентов и преподавателей вузов. — Мн., 2002 (под ред. и в соавт. с Л. В. Гребенниковой-Воробьёвой, В. А. Гребень-Грущенковой, А. Н. Даниловым).
- Культурология: Учебное пособие. — Мн., 2002 (в соавт. с С. В. Лапиной, А. А. Жариковой и др.).
- Основы идеологии современного государства. — Мн., 2003.
  - Основы идеологии современного государства: Учебное пособие. — Мн.: Амалфея, 2004; 2007.
- Социология в текстах. Хрестоматия: Учебное пособие для студентов вузов. — Мн., 2003.
- Практикум по социологии: Учебное пособие для студентов вузов. — Мн., 2003.
- Культурология: Учебное пособие для вузов: Курс лекций. Хрестоматия. Практикум. — Мн., 2003; 2004; 2006 (в соавт. с С. В. Лапиной, А. А. Жариковой, И. М. Клецковой).
- Экономическая социология: вопросы и ответы. Учебное пособие для студентов вузов экономических и социологических специальностей. — Мн., 2004.
- Религиоведение: Учебное пособие для студентов вузов. — Мн., 2008 (чл. авт. кол.).
- Социология управления: ответы на экзаменационные вопросы. — Мн., 2009.
- Социология конфликтов. Учебно-методическое пособие для студентов вузов. — Минск: БГУ, 2011.
- Социология. Учебник для студентов вузов. — Минск: Тетра систем, 2011.

### Статьи
- Бабосов Е. М. Диалог с миром науки // Вопросы научного атеизма. Вып. 6. II Ватиканский собор (замыслы и итоги) / Отв. ред. А. Ф. Окулов; Акад. обществ. наук ЦК КПСС. Ин-т научного атеизма. — М.: Мысль, 1968. — С. 117—153. — 436 с. — 20 000 экз.
- Бабосов Е. М. Научно-технический прогресс в интерпретации католических теологов // Вопросы научного атеизма. Вып. 10 / Редкол. А. Ф. Окулов (отв. ред.) и др.; Акад. обществ. наук при ЦК КПСС. Ин-т научного атеизма. — М.: Мысль, 1970. — С. 189—213. — 439 с. — 16 500 экз.
- Бабосов Е. М. Научно-техническая революция и её влияние на духовный мир человека // Вопросы научного атеизма. Вып. 17 / Редкол. А. Ф. Окулов (отв. ред.); Акад. обществ. наук ЦК КПСС. Ин-т научного атеизма. — М.: Мысль, 1975. — С. 37—57. — 399 с. — 18 300 экз.
- Бабосов Е. М. Пропаганда научно-материалистических взглядов среди населения // Вопросы научного атеизма. Вып. 34 / Редкол. В. И. Гараджа (отв. ред.) и др.; Акад. обществ. наук ЦК КПСС. Ин-т научного атеизма. — М.: Мысль, 1986. — С. 44—58. — 301 с. — 20 425 экз.
- Бабосов Е. М. Переход к рынку в зеркале общественного мнения // Социологические исследования. — 1991. — № 4. — С. 25—34.
- Бабосов Е. М. Боль Чернобыля // Социологические исследования. — 1992. — № 6. — С. 14—21.
- Бабосов Е. М. Трансформация цивилизационно-культурного пространства в постсоциалистическом обществе // Восточная Европа: политический и социокультурный выбор. — Мн., 1994.
- Бабосов Е. М. Катастрофа как объект социологического анализа // Социологические исследования. — 1998. — № 9. — С. 19—25.
- Бабосов Е. М. Угасание демографической активности населения в посткатастрофном социуме // Общество и экономика, 1999, № 3—4.
- Бабосов Е. М. Деконструкция панорамы и критериев стратификации в постсоветском обществе // Динамика социальных процессов в условиях государственной независимости Беларуси: социологической анализ. — Мн., 1999.
- Бабосов Е. М. Без амортизатора никак // Белорусы и рынок. — 2002. — № 35.
- Девиантное поведение среди молодежи и меры противодействия  / Бобков В. А., Бабосов Е. М., Елсуков А. Н. и др. — Мн.: МНИИСЭПП, 2005.
- Молодёжь города Минска: социальный портрет / Бобков В. А., Бабосов Е. М., Рубанов А. В. и др. — Мн.: МНИИСЭПП, 2005.
- Бабосов Е. М. Социальный институт аспирантуры и его роль в формировании мотивационных установок молодёжи на науку как профессию // Социология, 2009, № 1.
- Бабосов Е. М. Теократия как неоднозначная реальность // Социология, 2008, № 1.
- Бабосов Е. М. Основные тренды развития национальных культур в условиях глобализации // Человек, культура, общество в контексте глобализации современного мира. — М., 2005.
- Бабосов Е. М. Без амортизатора никак // Белорусы и рынок, 2002, № 35.
- Бабосов Е. М. Методологические проблемы исследования стратификационной динамики постсоветского общества // Личность. Культура. Общество, 2002, Т. 4, Вып. 3—4.
- Бабосов Е. М. Реформирование доходов и оплаты труда // Проблемы развития экономики Беларуси: теоретический и практический аспекты. — Мн., 2002.

### Доклады
- Бабосов Е. М. Социальное планирование как инструмент осуществления стратегии КПСС: Доклад на республиканской научно-практической конференции «Планирование социального развития на разных уровнях в свете решений XXV съезда КПСС», 1—2 июня 1978 г., г. Минск. — Мн., 1978.
- Бабосов Е. М. Социальные аспекты планирования научно-технического прогресса: Тезисы к конференции «Совершенствование управления научно-техническим прогрессом на разных уровнях», 29—30 окт. 1981 г., г. Брест. — Брест., 1981.

Автор статей Анализ документов, Арон, Безопасность, Белл, Государство, Индустриальное общество, Конкретное социологическое исследование, Мегамашина, Мэмфорд, Наблюдение социологическое, Поведение социальное, Политика, Программированное общество, «Самоубийство» (Дюркгейм), Социальная апатия, Социальная атомизация, Социальная структура, Социальное движение, Социальное управление, Социальный факт, Социология молодёжи, Социология науки, Социология образования, Социология политики, Социология семьи, Социология управления, Технологический детерминизм, Технофобия, Тоффлер, Турен, Цивилизация риска и Эллюль для энциклопедии «Социология» ( Сост. А. А. Грицанов и др. — Мн., 2003.)
Автор статей Арон, Белл, Индустриальное общество, Мегамашина, Мэмфорд, Программированное общество, Технологический детерминизм, Технофобия, Тоффлер, Турен, Цивилизация риска и Эллюль в Новейшем философском словаре Под ред. А. А. Грицанова.

### Научная редакция
- Беседы о природе и обществе. — Мн., 1966 (под ред.).
- Из истории свободомыслия и атеизма в Белоруссии. — Мн., 1978 (под ред. с Г. М. Лившицем).
- Социальные гарантии и перспективы развитого социализма: (Социальные очерки о Конституции СССР). — Мн., 1980 (под ред.).
- В союзе нерушимом. — Мн., 1982 (под ред.).
- Беседы о природе, обществе и человеке. — Мн., 1983 (под ред.).
- Развитие марксистско-ленинской философии в БССР (20—70-е годы). — Мн., 1984 (гл. ред.).
- Рабочий класс: показатели политической, трудовой и нравственной активности: Тезисы докладов всесоюзной научной конференции. — Мн., 1984 (под ред.).
- Великий Октябрь и социальная структура советского общества: рабочий класс. — Мн., 1987 (под ред.).
- Актуальные проблемы воспитания молодежи в условиях перестройки: Тезисы доклада на научно-практической конференции, 30 нояб. — 2 дек. 1988 г., г. Минск. — Мн., 1988 (под ред.).
- Великий Октябрь и социальная структура советского общества: интеллигенция. — Мн., 1988 (под ред.).
- Социально-профессиональные ориентации безработных в условиях формирующегося рынка труда. — Мн., 1993 (под ред.).
- Система демократического гражданского образования: сущность, проблемы, механизмы реализации: Материалы республиканской научно-практической конференции, 31 окт. — 1 нояб. 2002 г., г. Минск. — Мн., 2003 (под ред.).
- Духовно-нравственное и физическое оздоровление общества: состояние, проблемы, поиск эффективных форм и методов: Материалы республиканской научно-практической конференции, 23—24 дек. 2003 г., г. Минск. — Мн., 2005 (под ред.).
- Социальные и социокультурные процессы в современной Беларуси: Социологический анализ: Сборник научных трудов. — Мн., 2001 (под ред.).
- Взаимодействие устойчивости и инновационности в развитии белорусского общества: Сборник научных трудов. — Мн., 2009 (под ред.).